# محوطه چین زال
محوطه چین زال مربوط به دوران‌های تاریخی پس از اسلام است و در شهرستان خرم‌آباد، بخش مرکزی، روستای پاعلم واقع شده و این اثر در تاریخ ۱۰ مهر ۱۳۸۰ با شمارهٔ ثبت ۴۰۷۹ به‌عنوان یکی از آثار ملی ایران به ثبت رسیده است.